# روستای بلال
روستای بلال، روستایی از توابع بخش مرکزی شهرستان کلاله در استان گلستان ایران است.

## جمعیت
این روستا در دهستان کنگور قرار دارد و براساس سرشماری مرکز آمار ایران در سال ۱۳۸۵، جمعیت آن ۱۸۶ نفر (۴۳خانوار) بوده‌است.